# トワライズ
株式会社トワライズは、鳥取県米子市に本社を置く信販会社。
中国地方を基盤にショッピングクレジット事業、クレジットカード事業、個人ローン事業などを展開している。旧社名は山陰信販株式会社。

## クレジットカード

### プロパーカード
クレジットカードブランドは「トワライズカード」（山陰信販時代はSCカード）である。三井住友カードとの提携によるVISAカードの発行を2024年2月で終了し、ジェーシービーとの提携によるJCBカードの発行も2025年7月で終了するため、以降はハウスカードのみの取り扱いとなる。
トワライズカード
基本となるカード。グレードは一般のみ。
ゲゲゲの鬼太郎カード
5種類のカードデザイン。誕生月の利用分が最大5%OFFとなるサービスがある。

### 提携カード
以下のカードはすべて新規発行を終了した。
今井書店カード
今井書店と提携し、クレジット兼ポイントカードとして使えるカード。VISAのみ。
自遊空間カード
エスシーサービス（山陰信販グループ）と提携し、スペースクリエイト自遊空間の会員カード兼クレジット兼ポイントカードとして使えるカード。JCBのみ。
アリオンカード
アリオングループと提携し、レンタルショップアリオン・メディアカフェアリオンの会員カード兼クレジット兼ポイントカードとして使えるカード。JCBのみ。
CLUB BSSカード
山陰放送と提携したカード。2種類ある。JCBのみ。
TSKえいっとくんカード
山陰中央テレビと提携したカード。
さんさんクラブゴールドカード
山陰中央新報と提携し、同社の会員組織である「さんさんクラブ」会員に発行するゴールドカード。JCBのみ。
など地元を中心にショッピングセンターやテレビ局・ラジオ局などの提携クレジットカードを多く発行する。

## 電子マネー/ギフトカード
プリペイド型電子マネー「ベスカ」（Vesca）カードを発行している。磁気ストライプタイプのプラスチックカードで、金額をチャージして贈与できるギフトカード。ベスカ加盟店でショッピングに使える。
ICカード利用のプリペイド型電子マネーとしては、楽天Edy、モバイルSuica、SMART ICOCA、SAPICA（以上、両ブランド共通）、nanaco（JCBブランドのみ）へのチャージが可能。

## 沿革
- 1963年 『米子信用販売株式会社』設立
- 1964年 社名を『山陰信用販売株式会社』に変更
- 1967年 社名を『山陰信販株式会社』に変更
- 1978年 『ホテルわこう』建設
- 1985年
  - 『しまね信販株式会社』を合併
  - 『株式会社サンメディア』設立『太陽信販株式会社』を合併
  - 『全日本トライアスロン皆生大会』の共催を開始
  - 『日本トライアスロン発祥記念碑』ブロンズ像『夏』米子市に寄贈
- 1988年
  - 創立25周年を記念し『山陰信販地域文化賞』創設
  - 山陰信販VISAカード発行
  - 第1回山陰信販地域文化賞表彰
- 1991年
  - 『株式会社エスシーサービス』設立
  - 山陰信販JCBカード発行
- 1994年 創立30周年事業として『ユネスコ』への支援活動開始
- 1996年 『株式会社テレプラザ』設立
- 2000年
  - ゲゲゲの鬼太郎JCBカード発行
  - ホテル部門を分社化し、『株式会社ホテルわこう』設立
- 2003年
  - モバイル販促システム『ケ・メ・ポ貯』開発
  - 創立40周年記念事業として『一日一円の積立』運動（あしなが育英会への寄付）開始
- 2006年 ローン専用カード『Cash Value』発行
- 2007年
  - 前払い式プリペイドカード『VESCA』導入
  - LED照明設備紹介取次『エコパートナーズ』加盟
- 2010年 ゲゲゲの鬼太郎JCBカードリニューアル（プロパーカードとして拡販開始）
- 2011年
  - プリペイド型電子マネーカード『鬼太郎Edyカード』発行
  - 自社クレジット管理支援システム『便利くん』開発
- 2012年
  - 『スマート・コミュニケーションDAN-DAN』（ケ・メ・ポ貯のリニューアル）開発
  - 『株式会社わこう介護サービス』設立
- 2013年
  - プリペイド型電子マネーカード『出雲大社Edyカード』発行
  - 『SC-Webサービス』（カード請求ネット閲覧サービス）リニューアル
  - インターネット決済に3Dセキュア（本人認証サービス）導入
- 2017年 東京支店開設
- 2019年 
  - 名古屋支店、札幌支店開設
  - 『株式会社エスシーサービス』清算
- 2024年
  - 2月 VISAブランドのカード発行を終了
  - 7月22日 『トワライズ』に社名変更[5]
  - 7月29日 東北支店を開設し、大宮サービスデスクを大宮支店に昇格した[6]
  - 10月23日 東京証券取引所・TOKYO PRO Marketに上場
- 2025年
  - 7月 JCBブランドのカード発行を終了

## 関連会社
- サンメディア - 計算受託処理・コンピュータ・インターネット関連ソフト・機器販売
- テレプラザ - 携帯電話販売

山陰地方の一部のドコモショップを運営。BSSテレビで高校受験シーズンに放送される特別番組「高校入試直前対策」のテキストは基本的にここで配布されている（無料、数量限定）。なお、当番組は山陰信販グループがスポンサーとなっている。
- ホテルわこう
- わこう介護サービス

過去
- エスシーサービス - 不動産事業（ハウスドゥ！米子店）・損害保険・生命保険代理店・通信販売・複合カフェ（スペースクリエイト自遊空間米子店）